# Nucella heyseana
Nucella heyseana (лат.) — вид хищных морских переднежаберных моллюсков семейства иглянки.

## Описание
Шпиль заостренный. Обороты бугорчатые.
Внутренняя губа уплощенная.
Сифональный канал небольшой и косой. Устье сужено в передней части.
Высота раковины до 55 мм. Её стенки толстые. Число ребер на последнем обороте до 15—18.
Возраст этого моллюска можно определить по концентрическим годовым кольцам на крышечке, закрывающей устье раковины. У берегов Южного Приморья и Южных Курил он достигает возраста в 10 лет.

## Распространение
Распространен в Тихом океане в Японском море, у берегов Японии, Приморского края, Кореи и Курильских островов.
Обитает на каменистом дне до глубины 2—3 м. Иногда их находят на глубине до 72 м.

## Питание
Поедают балянусов, морских блюдечек и мелких двустворчатых моллюсков.

## Размножение
Кладки икры жёлтые, бокаловидной форме, откладываются на камни.